# Pronuba
Pronuba é um gênero de coleópteros da tribo Eburiini (Cerambycinae); com distribuição na Argentina, Bolívia, Brasil, Costa Rica, Equador, Guatemala e Panamá.

## Sistemática
- Ordem Coleoptera
  - Subordem Polyphaga
    - Infraordem Cucujiformia
      - Superfamília Chrysomeloidea
        - Família Cerambycidae
          - Subfamília Cerambycinae
            - Tribo Eburiini
              - Gênero Pronuba (Thomson, 1860)
                - Pronuba decora (Thomson, 1860)
                - Pronuba dorilis (Bates, 1867)
                - Pronuba gracilis (Hovore & Giesbert, 1990)
                - Pronuba incognita (Hovore & Giesbert, 1990)
                - Pronuba lenkoi (Martins & Monné, 1974)